# Joseph Süß Oppenheimer
Joseph Ben Issachar Süßkind Oppenheimer, più noto come Joseph Süß Oppenheimer o, dispregiativamente, Jud Süß (Heidelberg, 12 febbraio 1692 – Stoccarda, 5 febbraio 1738), è stato un banchiere tedesco.
Fu consulente finanziario del duca Carlo Alessandro di Württemberg (1648 – 1737). Dopo la morte del duca fu imprigionato per bassi motivi e condannato a morte. La sua vicenda diede lo spunto a scrittori e registi cinematografici per racconti, romanzi e film. Fra i primi, nel 1827, vi fu il racconto  Jud Süß  di Wilhelm Hauff (1802 – 1827) e, con il medesimo titolo, il romanzo di Lion Feuchtwanger (1884 – 1958). La vicenda della sua morte fu anche utilizzata nel 1940 da Joseph Göbbels per un film, avente lo stesso titolo, concepito nell'ambito della propaganda antisemita della Germania nazista.

## Biografia

### I primi anni
Joseph Süß Oppenheimer crebbe nella natìa Heidelberg in una famiglia della borghesia mercantile ebraica. Dal 1713 al 1717 egli viaggiò ad Amsterdam, Vienna e Praga. Le attività allora consentite agli ebrei erano limitate ai commerci ed alla finanza. Era invece loro preclusa la proprietà terriera o l'appartenenza alle Corporazioni delle arti e mestieri. D'altro canto non era consentito ai cristiani, per interdizione ecclesiastica, l'attività professionale di finanziatori, a causa del divieto biblico di cui all'Antico Testamento di lucrare interessi sui prestiti ai correligionari.
Così Oppenheimer iniziò con successo a guadagnarsi la vita come banchiere privato nel Palatinato e fra le sue attività iniziali vi fu anche quella di esattore.
Egli prosperò anche con la acquisizione dei crediti nei confronti di nobili debitori ed egli interveniva anche nei casi in cui le banche si rifiutavano di finanziare le dispendiose abitudini dei loro clienti. I suoi prestiti erano cari, ma non da usura.
Come intermediario finanziario e banchiere raggiunse presto una posizione di prestigio e benessere.
Egli lavorò, fra gli altri, per i principi elettori del Palatinato e di Colonia. Con l'intermediazione matrimoniale su incarico del duca Eberardo Ludovico di Württemberg (1676 – 1733) fece conoscenza, nel 1732 a Bad Wildbad, del di lui nipote duca Carlo Alessandro di Württemberg, che era cronicamente a corto di quattrini. Nel medesimo anno questi lo nominò consulente di corte, un incarico che lo portò infine a gestire le finanze del principato.

### Consulente del duca
Con la morte di Eberardo Ludovico, avvenuta il 31 ottobre 1733, Carlo Alessandro divenne duca di Württemberg e Joseph Oppenheimer era diventato per lui così importante, che il duca gli conferì un ampio potere decisionale in campo economico e finanziario nella gestione del ducato.
Nel 1736 egli divenne Consigliere Segreto per la Finanza e la politica del duca, salendo ancor più nella scala sociale. Carlo Alessandro già da tempo, prima della sua ascesa al trono di duca del Württemberg, si era convertito dal protestantesimo al cattolicesimo. Nel suo quadriennale periodo di sovranità sul ducato (1733–1737) egli regnò da principe cattolico, consigliato da un ebreo, su una popolazione protestante, il che creò notevoli tensioni.
Per conciliare la squallida situazione finanziaria del paese con le esigenze finanziarie di rappresentanza del duca Carlo Alessandro, Oppenheimer apportò numerose novità al sistema economico in senso mercantilistico. Egli fondò manifatture di tabacco, di seta e di porcellane ed anche la prima Banca del Württemberg che gestì egli stesso.
Tassò gli introiti dei funzionari e vendette ad alto prezzo i diritti di commercio del sale, del cuoio e del vino a commercianti ebrei. Oltre a ciò trattò pietre e metalli preziosi, prese in appalto la zecca di stato, amministrò lotterie e giochi d'azzardo, oltre a far da mediatore in liti giudiziarie.
Il duca Carlo Alessandro approvò le misure proposte da Oppenheimer applicandole come un sovrano assolutista, senza il consenso delle autorità protestanti locali, nonostante queste ultime avessero, secondo la costituzione del Württemberg, il diritto di approvazione delle misure fiscali.
Davanti a questo substrato ostile di tensioni politiche ed interconfessionali, Oppenheimer ottenne il risanamento delle finanze statali, ma la sua prosperità personale e la sua rigida politica fiscale ed economica gli attirarono gelosia ed odio da parte di numerosi funzionari ed esponenti della borghesia.

### Caduta e condanna a morte[3]
Quando Carlo Alessandro, il 12 marzo 1737 morì a causa di un improvviso ictus, il malcontento si scaricò su Oppenheimer, che fu arrestato nello stesso giorno.
Le accuse furono di alto tradimento, lesa maestà, sottrazione di fondi dello Stato, concussione, corruzione, profanazione del Protestantesimo e congiunzione carnale con donna cristiana, che avrebbe avuto luogo con una quattordicenne. Anche se la verginità di questa giovane fu confermata da due ostetriche, egli venne comunque condannato a morte il 9 gennaio 1738. Nessuna prova fu esibita per i capi d'accusa, e la pronuncia della sentenza fece a meno sia della definizione dei reati che delle relative motivazioni.
Egli fu esposto in una gabbia rossa al ludibrio della folla, ma gli fu proposta la grazia in cambio della conversione al cristianesimo, che egli rifiutò. Prima di morire recitò lo Shemà.
Fu impiccato il 4 febbraio 1738. Prima dell'esecuzione era stato concesso al capo della comunità ebraica di portargli conforto, ma non ad un rabbino. Dodicimila persone circa assistettero alla sua esecuzione sulla piazza di Stoccarda denominata Prag. La salma di Oppenheimer fu lasciata esposta al pubblico per sei anni, finché salì al trono Carlo II Eugenio di Württemberg che la fece rimuovere e sotterrare.

## Süß Oppenheimer nella letteratura e nel cinema
L'ascesa all'apice della comunità di corte da parte di un ebreo cresciuto nel ghetto era un avvenimento a quei tempi senza precedenti. Gli ebrei erano rigidamente segregati e solo per incarichi della loro fede era loro consentito oltrepassare i confini entro i quali erano rinchiusi. Ad Oppenheimer riuscì ciò che fino ad allora era considerato impossibile e la sua vicenda divenne presto materiale interessante per numerose pubblicazioni.
Nel 1827 comparve la novella Jud Süß di Wilhelm Hauff, che dovette rifarsi ampiamente a racconti ed interpretazioni verbali, poiché la documentazione del processo fu disponibile per la prima volta solo a partire dal 1919. Sebbene Hauff sposi la tesi del rapporto sessuale fra ebreo e non-ebrea, egli pone comunque in rilievo la iniquità della sentenza penale.
Notorietà mondiale ebbe il romanzo di Lion Feuchtwanger  Jud Süß, scritto nel 1925.
Nel 1934 una casa cinematografica statunitense allestì il film Jew Süss, diretto da Michael Balcon, nel quale Oppenheimer è presentato come un Selfmademan che spera di liberare il suo popolo dal Ghetto. Fu un tentativo che doveva mettere in guardia contro il crescente antisemitismo dell'ormai instaurato Terzo Reich. Il film fu vietato sia in Austria che in Germania.
Lo scrittore tedesco Rolf Schneider scrisse nel 1991 Süß und Dreyfus.
Divenne famoso inoltre, soprattutto per la sua propaganda antisemita, il film del 1940 Jud Süß, premiato dalla tedesca UFA nel 1943, e diretto dal regista ed attore tedesco Veit Harlan (1899 – 1964) Alla sceneggiatura collaborarono pure Eberhard Wolfgang Möller e Ludwig Metzger. Harlan girò il suo film nella Frankfurter Judengasse, ove dal 1462 al 1796 era situato il ghetto di Francoforte, che con angustia, sporcizia e spazzatura che fa risaltare i cliché negativi del Terzo Reich. Nel 1941 comparve per la casa editrice Ufa-Buchverlag di Berlino, un romanzo di J. R. George tratto dal film.
Le oltremodo voluminose carte del processo, conservate negli archivi di Stoccarda, non sono ancora state studiate a fondo. Perciò, le fonti principali per un giudizio dal punto di vista storico sulla sua figura non sono ancora state esaminate con sufficiente approfondimento.

### Filmografia
- Jew Süss, film antinazionalista del 1934, regia di Lothar Mendes
- Süss l'ebreo (Jud Süß), film di propaganda nazionalsocialista del 1940, regia di Veit Harlan
- Jud Süß - Ein Film als Verbrechen?, Doku-Drama, Deutschland 2001, regia di Königstein